# Prime
Prime Weber Shandwick, tidigare Prime PR, är en svensk kommunikationsbyrå, som arbetar med strategisk kommunikation.
Prime grundades år 1998 av Carl Fredrik Sammeli och Folke Hammarlind. Prime och systerföretaget United Minds har tillsammans omkring 140 medarbetare. Det arbetar med analys och trender, hållbarhet, företagskommunikation, marknadskommunikation och krishantering.
Sedan maj 2014 ingår Prime i det internationella nätverket av PR-byråer Weber Shandwick.

## Agerande i valrörelsen 2010
Aftonbladet publicerade i december 2010 uppgifter om Primes, och dess konsult Niklas Nordströms agerande i slutet av valrörelsen 2010. Byrån ska ha haft Svenskt Näringslivs uppdrag att internt påverka Socialdemokraterna i ett antal frågor. Uppgifterna väckte stor uppmärksamhet och kom att kallas Primegate.

## Utmärkelser
- "Young Guns PR Agency of the Year" 2012[7]
- Guld i Cannes Lions, Sabre Awards, Eurobest, European Excellence Awards och Spinn 2013[8]
- Guld i SABRE och European Excellence Awards, 2015
- Guld i Cannes Lions och SABRE, 2016
- Global Creative PR Agency of the Year Holmes Report 2016
- The world’s most awarded PR agency by Cannes Lions in the period 2010 - 2016
- 5th bravest and most innovative agency on the planet Contagious Pioneers 2017